# Diporiphora linga
Diporiphora linga là một loài thằn lằn trong họ Agamidae. Loài này được Houston mô tả khoa học đầu tiên năm 1977.